# Cela (Boimorto)
Cela (en gallego y oficialmente, A Cela) es una aldea española situada en la parroquia de Sendelle, del municipio de Boimorto, en la provincia de La Coruña, Galicia.

## Demografía
| Gráfica de evolución demográfica de Cela entre 2000 y 2020 |
|                                                            |
| Datos según el nomenclátor publicado por el INE.           |